# Премия Стивена Ф. Колзака
Премия Сти́вена Ф. Ко́лзака (англ. Stephen F. Kolzak Award) — специальная награда, ежегодно вручаемая Альянсом геев и лесбиянок против диффамации в рамках премии GLAAD Media Awards.
Она названа в честь лос-анджелесского кастинг-директора Стивена Ф. Колзака (1953–1990), посвятившего последние годы своей жизни борьбе с гомофобией и СПИДофобией в индустрии развлечений. Награда вручается открытому члену ЛГБТ-сообщества за их работу по борьбе с гомофобией. Премия присуждается ежегодно с 1991 года.

## Список лауреатов
- 1991 — Стивен Ф. Колзак (посмертно)
- 1992 — Пол Монетт[англ.] и Лиллиан Фадерман[англ.]
- 1993 — Иэн Маккеллен
- 1994 — никто
- 1995 — Педро Самора
- 1996 — никто
- 1997 — Брюс Виленч[англ.]
- 1998 — Эллен Дедженерес
- 1999 — Мелисса Этеридж и Джули Сайфер
- 2000 — Энн Хеч
- 2001 — Пэрис Барклай
- 2002 — Алан Болл
- 2003 — Тодд Хейнс
- 2004 — Джон Уотерс
- 2005 — Билл Кондон
- 2006 — Мелисса Этеридж
- 2007 — Мартина Навратилова
- 2008 — Руфус Уэйнрайт
- 2009 — Джин Робинсон
- 2010 — Ванда Сайкс[2]
- 2011 — Роберт Гринблатт[англ.][3]
- 2012 — Чез Боно[4]
- 2013 — Стивен Уоррен (адвокат)[5]
- 2014 — Лаверна Кокс[6]
- 2015 — Роланд Эммерих[7]
- 2016 — Руби Роуз[8]
- 2017 — Трой Сиван[9]
- 2018 — Джим Парсонс[10]
- 2019 — Шон Хейс[11]